# Björn Andersson (skådespelare)
Björn Ingemar Andersson, född 21 augusti 1949 i Överluleå, Norrbotten, är en svensk skådespelare.
Andersson studerade vid Statens scenskola i Malmö 1976–1979.

## Filmografi
- 1978 – Sommarflickan (TV-serie)
- 1979 – Våning för 4 (TV-serie)
- 1982 – Avgörandet (kortfilm)
- 1984 – Taxibilder (TV-serie)
- 1984 – Sömnen
- 1997 – Vildängel
- 2003 – Talismanen (TV-serie)
- 2003 – Tango gondolier (kortfilm)
- 2006 – Om Gud vill
- 2006 – Nyheter i skärgården (kortfilm)
- 2006 – Frostbiten
- 2007 – Gangster
- 2008 – Majken (kortfilm)
- 2008 – Död vid ankomst
- 2008 – Ängel (kortfilm)
- 2008 – Abborren (kortfilm)
- 2008 – Skägget i brevlådan (TV-serie)
- 2009 – Behandlingen
- 2009 – Fallet (TV-serie)
- 2010 – Wallander – Arvet
- 2010 – Himlen är oskyldigt blå
- 2011 – Irene Huss – I skydd av skuggorna
- 2011 – Arne Dahl: Misterioso
- 2012 – Hinsehäxan (TV-serie)
- 2012 – Orangeriet (kortfilm)
- 2012 – Cockpit
- 2012 – Call Girl
- 2013 – För Sverige i tiden (kortfilm)
- 2013 – Tyskungen
- 2013 – Farliga drömmar
- 2013 – Lamento
- 2013 – Det knullande paret (kortfilm)
- 2015 – Modus (TV-serie)
- 2015 – Drottning Kristina – den vilda drottningen
- 2017 – Modus (TV-serie)
- 2019 – Bonusfamiljen (TV-serie)
- 2019 – Fartblinda (TV-serie)
- 2020 – We Got This (TV-serie)

## Teater

### Roller (ej komplett)
| År   | Roll          | Produktion                                 | Regi             | Teater       |
| ---- | ------------- | ------------------------------------------ | ---------------- | ------------ |
| 1983 |               | Den svarta lappen Björn Runeborg           | Thomas Johansson | Riksteatern  |
| 2011 | Leonard Ribba | Zpanska flugan Franz Arnold och Ernst Bach | Leif Lindblom    | Chinateatern |

### Fotnoter
1. ↑  ”Björn Andersson”. Svensk Filmdatabas. http://www.sfi.se/sv/svensk-filmdatabas/Item/?type=PERSON&itemid=165507&ref=%2ftemplates%2fSwedishFilmSearchResult.aspx%3fid%3d1225%26epslanguage%3dsv%26searchword%3dbj%C3%B6rn+andersson%26type%3dPerson%26match%3dBegin%26page%3d1%26prom%3dFalse. Läst 22 september 2012.
2. ↑  ”CV – Björn Andersson” (pdf). scenkonstportalen.se. Riksteatern. Arkiverad från originalet den 19 maj 2016. https://web.archive.org/web/20160519095008/http://scenkonstportalen.riksteatern.se/sites/default/files/uploaded_files/size_production_promo_file/Aktuellt%20CV%20-%20Bjorn%20Andersson.pdf. Läst 19 maj 2016.
3. ↑  Per Allan Olsson (16 september 1983). ”Nutidsteater full av tappade nycklar”. Dagens Nyheter:  s. 20. https://arkivet.dn.se/tidning/1983-09-16/251/20. Läst 4 februari 2022.
4. ↑  Zpanska flugan på Chinateatern, programblad